# Atargatis (Band)
Atargatis ist eine Symphonic-Metal-Band aus Deutschland. Die Sängerin der Gruppe, Stephanie Luzie, ist auch aus der österreichischen Symphonic-Metal-Band Darkwell bekannt.

## Geschichte
Die Gruppe wurde 1997 in Regensburg als Death-Metal-Band gegründet. 1999 erschien die Demo Alba Gebraich, die wenig mit dem heutigen Stil der Band gemein hat.
Nach einigen Umbesetzungen nahm die Band die beiden Demos Accurst from the Deep und Divine Awakening auf. Die männlichen Gesangsparts auf Divine Awakening übernahm Stefan Fiori, der Sänger von Graveworm. Ihren Song Angels Crying von Divine Awakening veröffentlichten sie 2004 auf mp3.de, wo er mehrere Jahre kontinuierlich in den Top 10 vertreten war. Die Band hat ihre Zusammenarbeit mit mp3.de im Jahre 2006 beendet. 2005 eröffnete Atargatis das Wave-Gotik-Treffen in Leipzig.
Am 24. März 2006 veröffentlichte Atargatis das Debütalbum Wasteland auf Massacre Records. Auf diesem Album spielte Tialupa Geige, Moritz Neuner Perkussion und Altflöte und als Gastsänger fungierte Stefan Hertrich von Darkseed. Das Album wurde in den Helion Studios (München) aufgenommen und von Seref Alexander Badir (The Helions) produziert und von Alexander Krull, dem Sänger von Atrocity, im Mastersound Studio gemastert. Ende 2006 war Atargatis mit Crematory auf Deutschlandtour, Anfang 2007 mit Illuminate, bei beiden Touren gastierte Tialupa.
Am 16. November 2007 erschien Nova, das zweite Album von Atargatis, auf dem Tialupa wiederum Geige und Bratsche spielte. Gitarrist Azmo verließ die Band und wurde durch Maximilian Schulz ersetzt, von dem sich die Band aber nach der Tour 2008 aus persönlichen und musikalischen Gründen trennte. 
Beim Konzert auf dem Wave-Gotik-Treffen 2009 half der ehemalige Gitarrist Azmo aus. 
Am 21. Juni 2009 besetzte Atargatis den Gitarrenposten mit Artur Vladinovskij aus Lettland. Auch bei der Tour zum Album "Nova" trat Tialupa bei allen Konzerten als Gastmusikerin auf.
Anschließend folgte eine über dreijährige Bühnenabstinenz mit „kreativer“ Schaffenspause. Ab 2012 gab es wieder Auftritte in der Besetzung Stephanie Luzie (Gesang), Lord Lornhold (Bass, Gesang), Azmo (Gitarre) und Shadrak (Schlagzeug).

## Stil
Der Name der Band stammt von der syrischen Fruchtbarkeits- und Muttergöttin Atargatis. Die Texte werden alle von der Sängerin Stephanie Luzie geschrieben. Die weiblichen Gesangsparts wechseln sich mit männlichem Gesang ab.

## Diskografie
- 1999: Alba Gebraich (Demo)
- 2002: Accurst from the Deep (Demo)
- 2004: Divine Awakening (EP)
- 2006: Wasteland (Album, Massacre Records)
- 2007: Nova (Album, Massacre Records)